# 賀君堯
賀君堯（？—1647年7月2日），字淳宇，鎮江府丹陽縣人，南明軍事人物。

## 生平
賀君堯早年事蹟不詳，弘光帝即位時任職溫州副總兵，起兵勤王到鎮江才回歸；隆武年間，他轉職都督同知總兵，鎮守浙東屯田，帶忠威將軍印，加太子太傅，封忠威伯，命令鎮守潮州府和漳州府，總制福建、廣東。但尚未成事，賀君堯就與劉孔昭、胡來貢、姚永昌留在溫州。其時他的部下毆打諸生，顧錫疇打算上疏彈劾，他就殺死顧錫疇。福京失守，鄭芝龍掠奪人民計劃投降清朝，賀君堯與張肯堂極力勸諫，淚流滿面，可是鄭芝龍不聽。溫州淪陷，他和盧若騰屯駐下關，清兵來到，士兵潰散，前標將周鶴芝迎接他到海壇島，沙埕人歐興為他招來洋船五十多隻。
永曆元年（1647年），賀君堯跟隨張肯堂到玉環，歐興收取海稅萬金，令他震怒，拿走歐興船隻、挾巨款往舟山。歐興祕密告訴黃斌卿，斌卿就派遣王大用、陸瑋、林龍假意迎接之，在六月二日於路途中殺害他。他的兒子賀光禧、賀光祚及百多名家人也被殺。

## 引用
1. 1 2  錢海岳《南明史·卷四十九·列傳第二十五》：永曆元年，從肯堂至玉環，興收海稅萬金。君堯怒，藉興舟，挾重資至舟山。興潛告黃斌卿，遣王大用、陸瑋、林龍偽迎之，於六月二日，殺之中途。二子光禧、光祚，勇而文，皆歿，全家死者百口。
2. 1 2  錢海岳《南明史·卷四十九·列傳第二十五》：賀君堯，字淳宇，丹陽人。安宗立，以溫州副總兵勤王，至鎮江歸。隆武時，遷都督同知總兵，鎮守浙東屯田，挂忠威將軍印，加太子太傅，封忠威伯，命鎮守潮、漳，總制閩、廣。未行，與劉孔昭、胡來貢、姚永昌留溫州。會部下毆諸生，顧錫疇欲疏之，君堯殺錫疇。
3. ↑  錢海岳《南明史·卷四十九·列傳第二十五》：福京亡，鄭芝龍劫眾欲降清。君堯與張肯堂力諫，涕泗交頤，芝龍不聽。溫州陷，與盧若騰屯鎮下關。清兵至，兵散，故標將周鶴芝迎至海壇，沙埕人歐興為招洋船五十餘。